# نیت روس
نیت روس (انگلیسی: Nate Ruess؛ زادهٔ ۲۶ فوریهٔ ۱۹۸۲) خواننده-ترانه‌پرداز اهل ایالات متحده آمریکا است. او بیشتر به عنوان خواننده اصلی گروه ایندی راک فان و د فرمت شناخته می‌شود. وی از سال ۲۰۰۰ میلادی تاکنون مشغول فعالیت بوده‌است. از سال ۲۰۱۵ او همچنین تک‌خوانی هم می‌کند.